# The Child and the Fiddler (film 1910)
The Child and the Fiddler è un cortometraggio muto del 1910 diretto da Theo Bouwmeester (Theo Frenkel).

## Trama
Una ragazza che ha perso la memoria viene rapita e costretta a danzare per le strade con un vecchio violinista.

## Produzione
Il film fu prodotto dalla Hepworth.

## Distribuzione
Distribuito dalla Hepworth, il film - un cortometraggio di 229 metri - uscì nelle sale cinematografiche britanniche nel giugno 1910.
Si conoscono pochi dati del film che, prodotto dalla Hepworth, fu distrutto nel 1924 dallo stesso produttore, Cecil M. Hepworth. Fallito, in gravissime difficoltà finanziarie, il produttore pensò in questo modo di poter almeno recuperare il nitrato d'argento della pellicola.
Nel 1917, Bert Haldane - che aveva lavorato per la Hepworth - ne fece una sorta di remake con un film dallo stesso titolo prodotto dalla Ideal.